# 賈師訓
贾师训（1032年—1096年），一作士勋，字公范，辽朝官员。
贾师训先世是燕人。高祖父贾去疑，作为后唐使者被契丹扣留，与儿子都担任始平节度使，于是定居辽州，入籍辽滨县。其父贾冲，赠昭义军节度使兼侍中，母亲沙氏，赠鲁国太夫人。
他七岁能诵书作诗。十岁时，伯父贾泳与其父争夺恩荫家产，他劝解父亲。十四岁，乡举进士，被宰相杜防看重。十九岁，试礼部，奏御。三十五岁登第，历任秘书省著作佐郎、恩州军事判官，破获盗马案。丁母忧，充东京麴院使，营督公课有羡余。惩治勾结耶律乙辛的秤吏董猪儿。后来担任奉玄县令、锦州永乐县令。他为畜牧百姓做主，上书反对禁止渔民捕鱼。入朝为大理寺丞，转任太子洗马，补中京留守推官，在侍中刘云幕府，后来为耶律乙辛僚属，经常不屈从乙辛。朝廷召为枢密院掾史、刑曹案簿。知大理寺正、加秘书丞。充高丽使接伴，经过乾陵，被前中书令李仲禧看重。改任同知永州军州事，有治绩，升为鸿胪少卿、知观察使事。按察河东路刑狱，政绩突出，燕国王耶律延禧开宴，朝廷任命他为太常少卿、枢密都丞旨。大康十年（1084年），以太常少卿、史馆修撰，奉命充贺宋正旦国信副使，回国后担任枢密直学士。大安二年（1086年），为枢密副使、右谏议大夫，劝谏辽道宗不要驱赶定居霫地的汉民。进礼部侍郎、参知政事，后来又升为刑部尚书、中书侍郎平章事，加致主功臣。他得病后，加同中书门下平章事，寿昌二年（1096年）去世，时年六十五岁，赠侍中，谥号靖懿。其子贾中孙。